# Café Central
Café Central er en café og restaurant i Wien. Den er beliggende i Herrengasse 14 i byens centrum, og er et af de fremmeste eksempler på den specielle cafékultur der kendetegner den østrigske hovedstad. Til trods for at være blevet en populær turistattraktion, er caféen fortsat et almindeligt mødested også for byens beboere.
Caféen blev åbnet i 1860, og mod slutningen af 1800-tallet blev den et vigtigt samlingspunkt for byens intellektuelle. Personligheder som Peter Altenberg, Theodor Herzl, Hugo von Hofmannsthal mødtes jævnligt i caféen, og sidenhen talte stedet tillige Vladimir Lenin, Adolf Loos og Leo Trotski blandt sine stamgæster. Repræsentanter for den filosofiske retning som kaldes logisk positivisme holdt også flere af deres møder i caféen før første verdenskrig.
Central var i en periode efter anden verdenskrig lukket, men genåbnede i 1975 i nyrestaurerede lokaler.